# Čukarka
Čukarka (cyr. Чукарка) – wieś w Serbii, w okręgu pczyńskim, w gminie Preševo. W 2002 roku liczyła 512 mieszkańców.